# Champ Clark
James Beauchamp Clark, känd som Champ Clark, född den 7 mars 1850 i Lawrenceburg, Kentucky, USA, död den 2 mars 1921 i Washington, D.C., var amerikansk demokratisk politiker. Han var talman i USA:s representanthus 1911-1919.
Clark studerade juridik vid Cincinnati Law School och inledde sin karriär lärare i Kentucky 1873 och blev därefter advokat i delstaten Missouri 1876. Han var ledamot av USA:s representanthus 1893-1895 och 1897-1921. Efter två år i representanthuset förlorade han sitt mandat mot musikprofessorn William M. Treloar men lyckades återta sitt mandat två år senare, när det blåste medvind för demokraterna i kongressvalet.
Clark var minoritetsledare i representanthuset 1908-1911 och 1919-1921. Som talman 1911-1919 lyckades han hålla partiet förenat för att blockera många av William Howard Tafts lagförslag under de två första åren och sedan styra igenom partikamraten Woodrow Wilsons lagstiftning. Champ Clark var en ledande demokratisk kandidat i 1912 års presidentval men förlorade partiets nominering mot valets blivande vinnare Wilson, trots att Clark i början hade en majoritet av delegaterna bakom sig. Partiet upplevde en splittring 1917, då talmannen Clark var motståndare till president Wilsons beslut att delta i första världskriget.
Demokraternas ledare Clark förlorade sitt mandat i republikanernas jordskredsseger i 1920 års kongressval. Clark avled hemma i Washington några månader efter valförlusten. Hans son Joel Bennett Clark, känd som Bennett Champ Clark, var senare ledamot av USA:s senat från Missouri.